# Pulvinar
Het pulvinar vormt de achterste kerngroep van de thalamus. Het ontvangt binnenkomende signalen van de colliculi superiores en de primaire visuele schors, en heeft veel reciproque (tweerichtings-) verbindingen met de posterieure associatiegebieden in de hersenen. De functie van het pulvinar is integratie van zintuigelijke informatie. Ook neemt men aan dat het pulvinar betrokken is bij de visuele selectieve aandacht. Door de aandacht te richten op bepaalde stimuluskenmerken als kleur, vorm of positie zouden hogere associatiegebieden (zoals de pariëtale schors) via een circuit dat loopt via schakelcellen in het pulvinar, de verwerking van specifieke stimuluskenmerken (zoals de kleur rood, of positie rechts in het gezichtsveld) in visuele gebieden als area V4 kunnen versterken. Men neemt aan dat ook een niet-specifieke kern van de thalamus, de nucleus reticularis thalami betrokken is bij dit proces van differentiële versterking van stimuluskenmerken.
Bewijs hiervoor is gevonden in humane PET-studies, die een sterkere activatie lieten zien van gebieden in het pulvinar tijdens selectieve aandachtstaken. Ook is gebleken dat inspuiting van de stof muscimol, een GABA-agonist (versterker), in het linker pulvinar van apen, het verspringen van de aandacht van apen voor objecten in het linker naar objecten in het rechtergezichtsveld sterk vertraagde.

## Verder lezen
- Desimone, R. & Duncan, J. (1995). Neural mechanisms of visual selective attention. Annual Review of Neuroscience, 18, 193-22
- LaBerge, D. (1995). Attentional Processing, Cambridge, Harvard University Press.